# Гошен (Кентуккі)
Гошен (англ. Goshen) — місто (англ. city) в США, в окрузі Олдем штату Кентуккі. Населення — 892 особи (2020).

## Географія
Гошен розташований за координатами 38°24′12″ пн. ш. 85°35′1″ зх. д. / 38.40333° пн. ш. 85.58361° зх. д. (38.403427, -85.583720).  За даними Бюро перепису населення США в 2010 році місто мало площу 0,52 км², з яких 0,51 км² — суходіл та 0,01 км² — водойми.

## Демографія
Згідно з переписом 2010 року, у місті мешкало 909 осіб у 304 домогосподарствах у складі 261 родини. Густота населення становила 1754 особи/км².  Було 313 помешкання (604/км²).
Расовий склад населення:
| - 95,0 % — білих - 2,4 % — чорних або афроамериканців - 0,8 % — азіатів - 0,2 % — вихідців з тихоокеанських островів - 1,0 % — осіб інших рас |

До двох чи більше рас належало 0,6 %. Частка іспаномовних становила 3,4 % від усіх жителів.
За віковим діапазоном населення розподілялося таким чином: 32,7 % — особи молодші 18 років, 60,7 % — особи у віці 18—64 років, 6,6 % — особи у віці 65 років та старші. Медіана віку мешканця становила 35,4 року. На 100 осіб жіночої статі у місті припадало 91,8 чоловіків;  на 100 жінок у віці від 18 років та старших — 98,1 чоловіків також старших 18 років.
Середній дохід на одне домашнє господарство  становив 83 592 долари США (медіана — 79 559), а середній дохід на одну сім'ю — 89 560 доларів (медіана — 81 719). Медіана доходів становила 57 188 доларів для чоловіків та 47 232 долари для жінок. За межею бідності перебувало 4,0 % осіб, у тому числі 6,0 % дітей у віці до 18 років та 0,0 % осіб у віці 65 років та старших.
Цивільне працевлаштоване населення становило 555 осіб. Основні галузі зайнятості: освіта, охорона здоров'я та соціальна допомога — 29,9 %, роздрібна торгівля — 10,3 %, виробництво — 8,8 %, науковці, спеціалісти, менеджери — 8,5 %.